# Hiroyoshi Tenzan
Hiroyoshi Yamamoto (山本 広吉 Yamamoto Hiroyoshi?) (23 de marzo de 1971) es un luchador profesional japonés, más conocido por su nombre artístico Hiroyoshi Tenzan. Es famoso por su larga carrera en New Japan Pro-Wrestling, donde figura como uno de los luchadores más exitosos en la división en parejas, destacando sus equipos con Masahiro Chono y Satoshi Kojima.

## En lucha
- Movimientos finales
  - Anaconda Vice[1][2] (Modified arm triangle choke) - 2003-presente
  - Anaconda Cross[1][2] (Cross-armed arm triangle choke) - 2003-presente
  - Anaconda Buster[2] (Arm triangle sitout side slam)[2] - 2003-presente
  - TTD - Tenzan Tombstone Driver[1][2] (Cradle kneeling belly to belly piledriver) - 1995-presente
  - Original TTD[1][2] (Cradle sitout belly to belly piledriver)[2] - 1995-presente
  - Diving moonsault[1]

- Movimientos de firma
  - Buffalo Sleeper[2] (Arm hook sleeper hold)
  - Belly to back suplex[2]
  - Bridging German suplex
  - Diving headbutt[1][2]
  - Diving knee drop bulldog
  - Lariat[2]
  - Mongolian chop[1][2]
  - Mountain bomb[1] - innovado
  - Spinning heel kick

- Mánagers
  - Sonny Onoo

## Campeonatos y logros
- All Japan Pro Wrestling

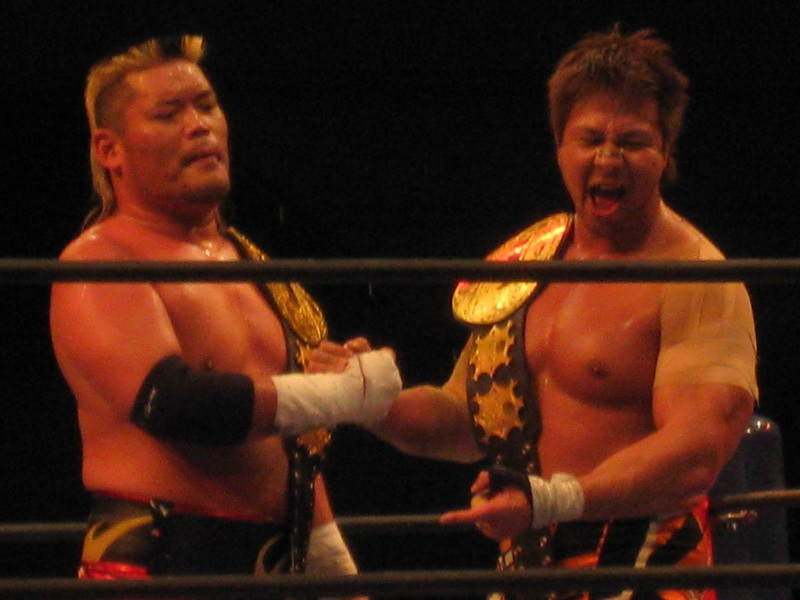
Tenzan y Satoshi Kojima con el IWGP Tag Team Championship en febrero de 2012.

  - World's Strongest Tag Determination League (2006) - con Satoshi Kojima
  - World's Strongest Tag Determination League (2008) - con Satoshi Kojima

- Catch Wrestling Association
  - CWA World Junior Heavyweight Championship (2 veces)

- New Japan Pro-Wrestling
  - IWGP Heavyweight Championship (4 veces)
  - IWGP Tag Team Championship (11 veces) – con Masahiro Chono (5), Satoshi Kojima (5) y Osamu Nishimura (1)
  - G1 Climax (2003, 2004, 2006)
  - Young Lion Cup (1993)[3]
  - G1 Tag League (2001, 2008) - con Satoshi Kojima; (2003) – con Osamu Nishimura
  - Super Grade Tag League (1995) – con Masahiro Chono[4]
  - 10,000,000 Yen Tag Tournament (2004) – con Shinsuke Nakamura
  - MVP (2003, 2004)
  - Lucha del año (2003) contra Jun Akiyama el 17 de agosto
  - Lucha del año (2004) contra Hiroshi Tanahashi el 15 de agosto
  - Lucha en parejas del año (2000) con Satoshi Kojima contra Manabu Nakanishi & Yuji Nagata el 9 de octubre
  - Lucha en parejas del año (2002) con Masahiro Chono contra Manabu Nakanishi & Osamu Nishimura el 5 de junio
  - Lucha en parejas del año (2004) con Shinsuke Nakamura contra Masahiro Chono & Katsuyori Shibata el 24 de octubre

- PREMIUM
  - Yuke's Cup Tag Tournament (2008) – con Shinjiro Otani

- Pro Wrestling Illustrated
  - Situado en el N°10 en los PWI 500 de 2005[5]

- Wrestling Observer Newsletter
  - WON Equipo del año (2001) con Satoshi Kojima

- Tokyo Sports
  - Espíritu de lucha (2004)
  - Equipo del año (1995) - con Masahiro Chono
  - Equipo del año (1996) - con Masahiro Chono & Hiro Saito
  - Equipo del año (2000) - con Satoshi Kojima